# Westerholtscher Hof

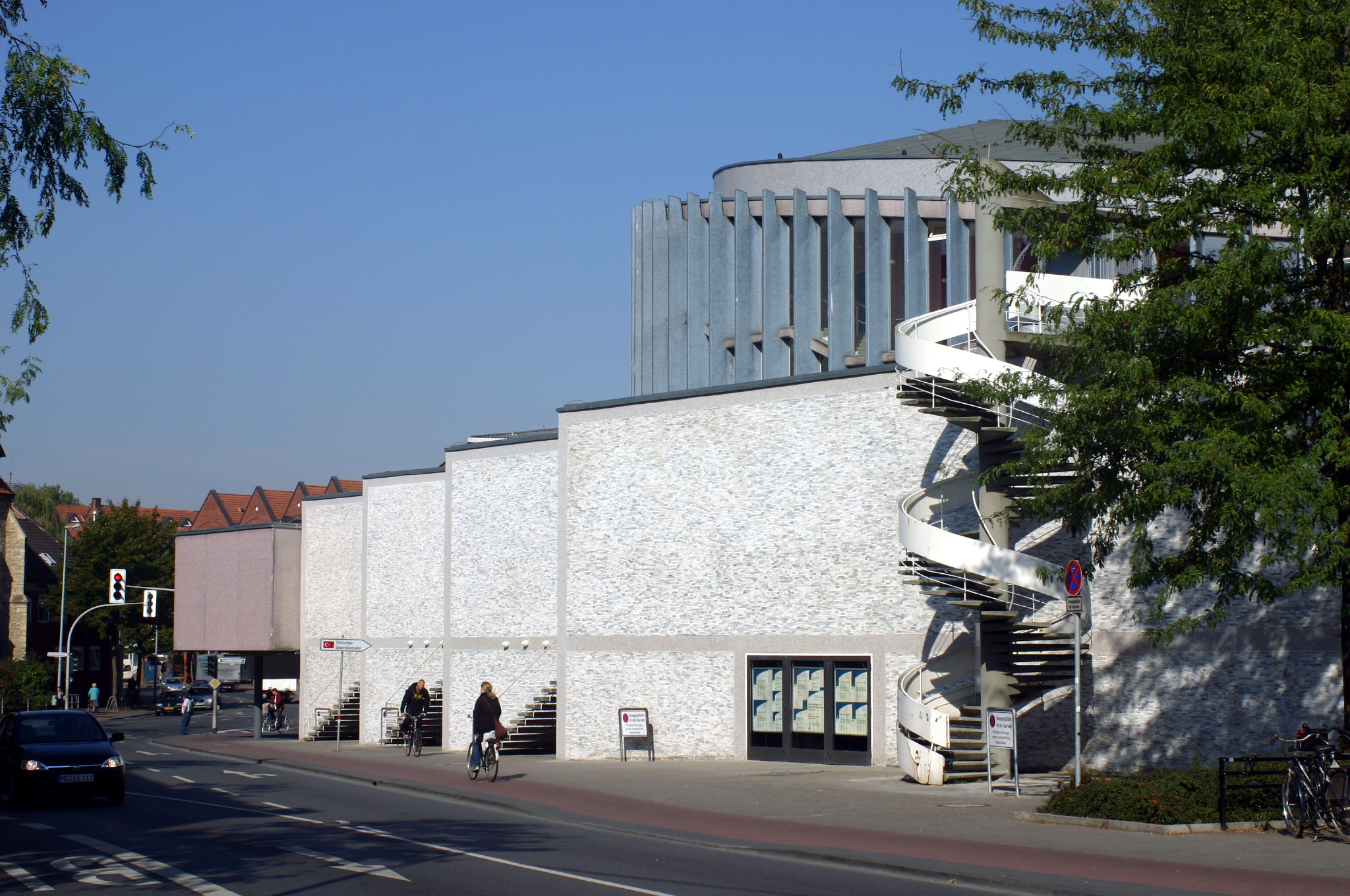
Vossgasse 9 um das Jahr 2005

Der Westerholtsche Hof war ein Adelspalais in Münster in der Vossgasse 9. Der Hof wurde im Jahr 1725 gebaut und um 1900 abgebrochen, um für die Errichtung des Lortzing-Theaters Platz zu schaffen. Der Westerholtsche Hof ist ferner bekannt als der Ort, an dem Beethoven und Maria Anna Wilhelmine von und zu Westerholt-Gysenberg zusammen musizierten und auch Konzerte gaben.

## Geschichte
Die ältesten Besitzer des Hofes sind nicht bekannt. In einer Einquartierungsliste vom 25. Mai 1757 wird in der Vossgasse ein „Kochnemisch Hoff“ erwähnt, wohingegen der Westerholtsche Hof fehlt. Dies könnte dafür sprechen, dass der Hof, der gewiss nicht ohne Einquartierung blieb, damals in Besitz der Familie Kochenheim war, der auch von 1699 bis 1757 der „Große Galensche Hof“ auf dem Schlossplatz gehörte. Als weitere Besitzer treten im Kataster auf: 1764–1772 ein Freiherr von Nagel zu Vornholt, 1773 Oberstallmeister Freiherr Ludolf Friedrich Adolf von Boenen zu Berge (* 1747 in Buer, † 1828 in Münster), welcher Wilhelmine Friderike Franziska Anna Gräfin von und zu Westerholt und Gysenberg (1757–1820), die Erbin der Westerholtschen Besitzungen, heiratete und mit ihr Wappen und ihren Namen annahm. Der Hof blieb bis 1843 im Besitz der Familie Westerholt. Im Siebenjährigen Krieg wurde das Haus durch das Bombardement am 3. September 1759 stark gefährdet und am 2. Mai 1801 kam es zum Brand. Im Sommer 1790 verweilte hier die Familie Westerholt in Begleitung eines damals unbekannten rheinischen Musikers namens Ludwig van Beethoven. Hier gab er der Tochter der Familie, Maria Anna Wilhelmine von und zu Westerholt-Gysenberg, Klavierunterricht und dürfte im Salon auch das ein oder andere Konzert zusammen mit der musikliebenden Familie gegeben haben. Der Westerholtsche Hof wurde um 1900 für eine Erweiterung des Lortzing-Theaters, des Vorgängerbaus des Theaters Münster, abgebrochen.

## Beschreibung
Da weder Zeichnungen noch Lichtbilder erhalten sind, bleibt nur die Beschreibung: Demnach war es ein rechtwinkeliges, zur Straße, am Westrand der Besitzung liegendes Herrenhaus mit einem Querflügel hinter einem Vorhof. Ein ähnlicher Bau muss an dieser Stelle bereits gestanden haben, wie dies aus einer Karte von 1698 zu erkennen ist. Hinter Querflügel und Hof lag ein Garten. Vor den beiden Straßentoren, von dem das eine zur Stallung, das andere zum Haus führte, standen vier stattliche Urnen. Über der Haustür war eine Inschrift zu lesen: 

„WIR BITTEN O HER BEWAR DIES HAUS - ALL LIST DES FEINDTS DREIB FERNE DRAUS - DEIN HEILIG ENGEL ALS WONEN DREIN - DAS UNS BEWAREN IN FRIDEN DEIN - GIEB UNS DEIN SEGEN ZU ALLER FRIST - DURCH UNSEREN HERRN IESUM CHRIST. - AMEN. ANNO 1725“